# Леви, Хидэо
Ян Хидэо Леви (яп. リービ 英雄 Ри:би Хидэо, род. 29 ноября 1950 года) — японоязычный писатель и переводчик японской литературы американского происхождения. Лауреат ряда японских литературных наград — премии «Ёмиури» (2017), премии Номы (2021) и других.
Родился в городе Беркли (штат Калифорния, США) в семье американки польского происхождения и отца-еврея. Отец дал ему имя в честь друга-японца, во время Второй мировой войны заключённого в лагеря для интернированных. Окончил Принстонский университет со степенью бакалавра в области восточноазиатских исследований; впоследствии получил степень доктора философии за изучение творчества поэта Какиномото-но Хитомаро.
Занимался изучением «Манъёсю»; выполненный им перевод на английский язык этой антологии поэзии в 1982 году был номинирован на Национальную книжную премию (в категории переводов). Среди переведённых им авторов — прозаик Отохико Кага, биолог Кэйко Янагисава и монах Тайдо Мацубара. Вёл преподавательскую деятельность в Принстонском и Стэнфордском университете. Впоследствии переехал в Токио. За вклад в знакомство зарубежных читателей с японской литературой был награждён Японским фондом специальной премией.
Пишет художественную литературу на японском языке.